# Alan Menken
Alan Menken (ur. 22 lipca 1949, New Rochelle) – amerykański kompozytor muzyki filmowej. Studiował na Uniwersytecie w Nowym Jorku. Otrzymał osiem Oscarów. Wśród kompozytorów wyprzedza go tylko Alfred Newman, który zdobył 9 statuetek. Tworzył głównie do disneyowskich animacji.

## Filmografia
- 1986: Little Shop of Horrors, reż. Frank Oz
- 1988: Who Framed Roger Rabbit, reż. Robert Zemeckis
  - piosenka: „This Only Happens in the Movies”
- 1989: The Little Mermaid, reż. Ron Clements, John Musker
- 1989: Polly, reż. Debbie Allen
  - piosenka: „By Your Side”
- 1990: Rocky V, reż. John G. Avildsen
  - piosenka: „The Measure of a Man”
- 1991: Beauty and the Beast, reż. Gary Trousdale, Kirk Wise
- 1992: Aladdin, reż. Ron Clements, John Musker
- 1992: Newsies, reż. Kenny Ortega
- 1992: Lincoln, reż. Peter W. Kunhardt
- 1992: Home Alone 2: Lost in New York, reż. Chris Columbus
  - piosenka: „My Christmas Tree”
- 1993: Life with Mikey, reż. James Lapine
- 1995: Pocahontas, reż. Mike Gabriel, Eric Goldberg
- 1996: The Hunchback of Notre Dame, reż. Gary Trousdale, Kirk Wise
- 1997: Hercules, reż. Ron Clements, John Musker
- 2004: Home on the Range, reż. Will Finn, John Sanford
- 2004: A Christmas Carol: The Musical, reż. Arthur Allan Seidelman
- 2004: Noel, reż. Chazz Palminteri
- 2006: The Shaggy Dog, reż. Brian Robbins
- 2007: Enchanted, reż. Kevin Lima
- 2010: Tangled, reż. Nathan Greno, Byron Howard
- 2011: Kapitan Ameryka: Pierwsze starcie, reż. Joe Johnston
  - piosenka: „Star Spangled Man”
- 2011: Jock, reż. Duncan McNeillie
  - piosenka: „Howling at the Moon”
- 2012: Mirror Mirror, reż. Tarsem Singh

## Nagrody

### Oscary
| Piosenka oryginalna - 1990: „Under the Sea” (Mała Syrenka) - 1992: „Beauty and the Beast” (Piękna i Bestia) - 1993: „A Whole New World” (Aladyn) - 1996: „Colors of the Wind” (Pocahontas) | Muzyka filmowa - 1990: Mała Syrenka - 1992: Piękna i Bestia - 1993: Aladyn - 1996: Pocahontas |